# 20779 Xiajunchao
20779 Xiajunchao è un asteroide della fascia principale. Scoperto nel 2000, presenta un'orbita caratterizzata da un semiasse maggiore pari a 2,3725376 UA e da un'eccentricità di 0,0402354, inclinata di 7,28667° rispetto all'eclittica.